# Rodrigue Beaubois
Rodrigue Beaubois, né le 24 février 1988 à Pointe-à-Pitre, est un joueur de basket-ball professionnel français évoluant aux postes de meneur et arrière.

## Biographie
Souhaitant pratiquer un sport, Rodrigue Beaubois fréquente d'abord les pelouses de football. Un ami lui montre un match de la NBA et Beaubois se lance dans le basket-ball.
Formé au New Star, en Guadeloupe, ses prestations dans les équipes de jeunes et ses qualités physiques naturelles (75 cm de détente sèche) attirent l'œil des recruteurs français et américains.
Il intègre le centre de formation de Cholet Basket. Après avoir survolé le championnat espoir, il intègre le groupe professionnel. En 2008, son équipe remporte la semaine des As et il marque 4 points et offre 2 passes décisives en finale.
Beaubois s'est inscrit pour la draft 2008 de la NBA de manière à attirer l'œil des scouts NBA sur lui avant de retirer son nom à une semaine de la draft.
Handicapé par une préparation perturbée par des blessures, une opération du pouce et une entorse de la cheville, il manque son début de saison ce qui conduit le club à recruter un Américain au poste de meneur. Beaubois revient peu à peu et gagne du temps de jeu. Il progresse en défense et évoluant sur le poste d'arrière. Puis il retrouve de l'efficacité au tir durant le mois de mars et est un élément majeur de son club pour l'obtention de la qualification au Final Four de l'Eurochallenge. Toutefois, lors de celui-ci, disputé à Bologne, il déçoit en ne marquant que 5 points en demi-finale puis en finale, finale perdue face à la Virtus Bologne sur le score de 77 à 75. Il termine la saison en obtenant une récompense individuelle avec le titre de meilleure progression de Pro A.

### Saison 2009-2010
Il retente sa chance lors de la draft 2009 de la NBA, et après des work out, sessions d'essai organisées par les franchises NBA, où il se fait remarquer, il fait remonter les pronostics concernant sa place dans la draft. Il est sélectionné en 25e position par le Thunder d'Oklahoma City. Cette place au premier tour lui octroie d'office un contrat garanti. Il est ensuite échangé et rejoint les Mavericks de Dallas. Celui-ci va lui permettre de toucher 896 000 $ lors de sa première saison, puis 963 000 $ la seconde. Deux années sont également en option. Elles lui rapporteront 1 030 000 $ puis 1 865 000 $.
Il s'illustre lors des Summer Leagues de Las Vegas avec sa nouvelle équipe en terminant la compétition avec des moyennes de 17 points, 3,8 passes décisives et 48 % au tir.
La première saison NBA de Rodrigue Beaubois commence en fanfare. Du fait de la blessure de l'ailier Josh Howard, il est propulsé dans le cinq de départ au poste d'arrière lors de 12 des 14 premiers matchs de la saison, où il se distingue avec 6,7 points de moyenne en 14,2 minutes de jeu et un intéressant pourcentage au tir de 52 %, qui ne faiblira pas de toute la saison. Il a aussi l'honneur de quelques top 10 NBA (florilège des 10 plus belles actions de la nuit, tous matchs confondus), notamment grâce à un système, proposant un Alley-oop (dunk après réception d'une passe aérienne en suspension), avec la complicité du meneur Jason Kidd: Beaubois face au panier part de derrière la ligne de trois points pour s'élancer et réceptionner la passe de l'américain,. La combinaison fonctionne à plusieurs reprises, la vivacité, la vitesse et la détente du jeune meneur français, surprenant ses adversaires.

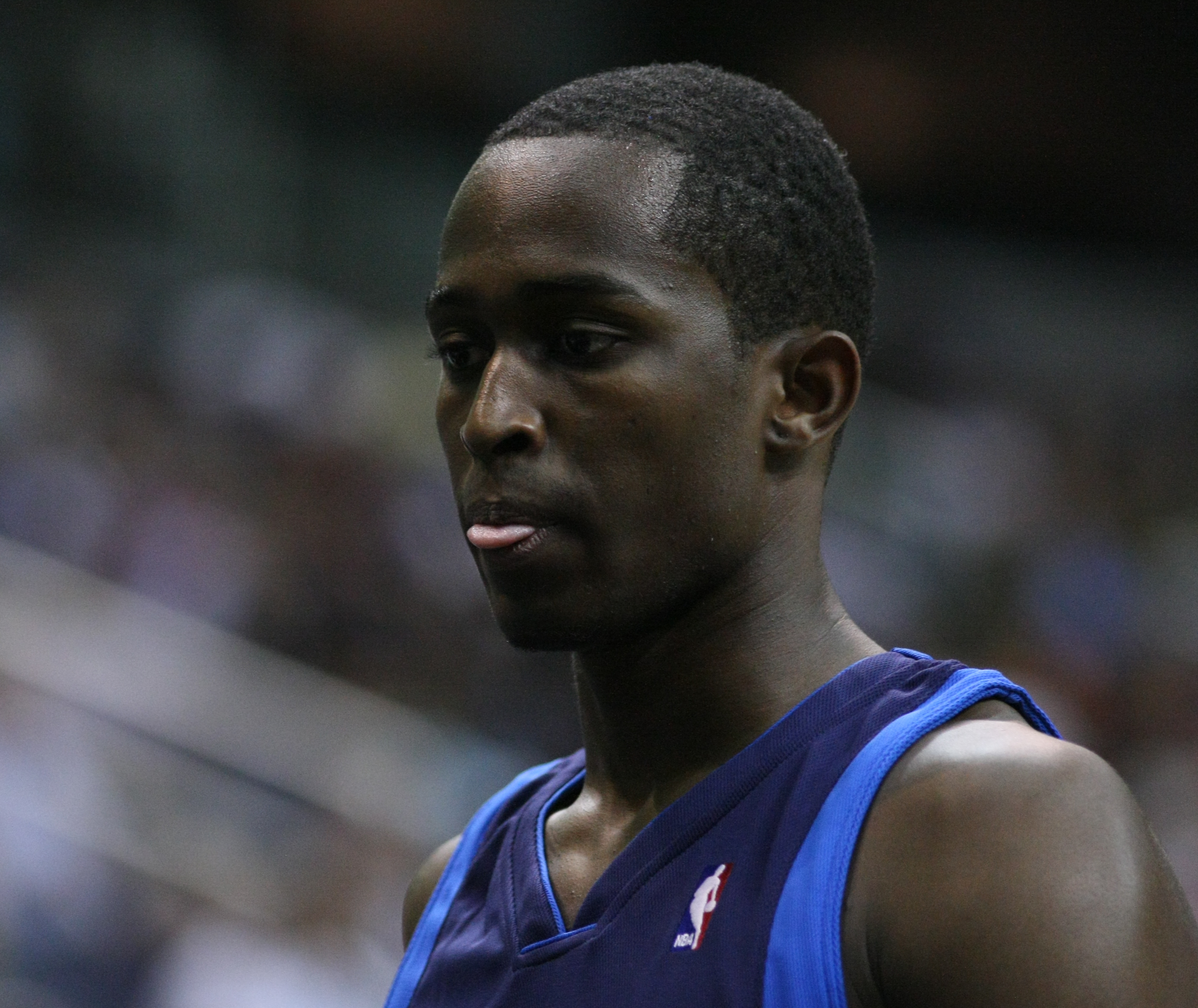
Rodrigue Beaubois aux Mavericks de Dallas.

La seconde partie de la saison est beaucoup plus frustrante, Josh Howard est réintégré dans la rotation et Rodrigue Beaubois ne dispute que 24 matchs des 42 matchs (2 titularisations) disputés en décembre, janvier et février par les Mavericks pour un temps de jeu moyen de 8 minutes et une production de 3,8 points. Pourtant il continue à fructifier la grande majorité des minutes que lui alloue son coach et s'attire la faveur des supporters de Dallas grâce à l'énergie qu'il déploie et un shoot rarement défaillant. Un groupe de fans des Mavericks créé même un collectif "Free Roddy B" (Libérez Roddy B, le surnom du Français aux États-Unis, sous entendu laisser-le aller sur le terrain), qui se veut être un groupe de pression auprès de l'entraîneur de Dallas, Rick Carlisle, pour l'inciter à donner plus de temps de jeu au Français. Leur revendication est reprise progressivement par plusieurs commentateurs américains.
Ils sont entendus par Rick Carlisle au mois de mars, soucieux de reposer ses titulaires à l'approche des Play-offs, et devant composer sans Jason Terry, blessé au plancher orbital, durant deux semaines. Beaubois joue 14 des 15 matchs de Dallas au mois de mars (2 titularisations) avec un temps de jeu plus important de 18,6 minutes, qu'il fructifie en 13,4 points avec une impressionnante réussite au tir : 56 % dont 46 % à trois points et 78 % au lancers francs, mais aussi 2,1 rebonds et 1,7 passe. Dallas remporte 11 de ces 15 matchs et Rodrigue Beaubois commence à se faire un nom aux États-Unis et en France.
Le 27 mars 2010, il marque 40 points en seulement 30 minutes de jeu contre les Warriors de Golden State, grâce à une réussite élevée aux tirs (9/11 à trois points notamment).
Il devient ainsi le deuxième meilleur marqueur français en NBA (sur une rencontre), derrière Tony Parker (55 points).
Beaubois termine la saison avec 56 matchs joués (dont 16 titularisations), pour un temps de jeu moyen de 12,5 minutes, et 7,1 points à 51,8 % au tir, dont 40,9 % à trois points et 80,8 % aux lancers francs et 1,3 passe et 1,4 rebond. Il devient de ce fait le premier rookie (joueur qui dispute sa première saison) de l'histoire de la NBA à terminer sa première saison en tirant en moyenne à plus de 50 % au tir plus de 40 % à trois points et plus de 80 % aux lancers francs,.
Dans la série du premier tour des play-offs contre les Spurs de San Antonio, qui voit Dallas s'incliner (2-4), Rick Carlisle ne laisse jouer Rodrigue Beaubois que lors du dernier match, alors que les Mavericks étaient menés de 22 points. Le Français marque 16 points en 21 minutes et impulsant le baroud d'honneur d'une équipe de Dallas qui a déçu offensivement durant toute la série.
Le propriétaire des Mavericks, Mark Cuban annonce compter beaucoup sur Beaubois la saison prochaine. Beaubois devra confirmer et devrait se voir un temps de jeu plus important par l'entraîneur Carlisle afin de soulager Jason Kidd.
Le 14 mai 2010, après le forfait de Tony Parker, le General Manager Donnie Nelson des Mavericks de Dallas confirme au Dallas Morning News que Rodrigue Beaubois est autorisé à rejoindre l’équipe de France. Cependant, une blessure au pied, fracture du cinquième métatarsien, lors de la seconde semaine de préparation à Pau, le prive de mondial.

### Saison 2010-2011
Lors de la saison 2010-2011, Beaubois perd du temps de jeu, ses problèmes récurrents de blessure ne l'aidant pas. De plus, le Portoricain JJ Barea, qui joue au même poste que lui, enchaîne les bonnes performances et est décisif lors des play-offs et notamment lors de la finale NBA contre le Heat de Miami. Par conséquent, l'ancien Choletais ne joue pas une seule minute des vingt derniers matchs de son équipe. Les Mavericks remportent le titre par ailleurs.

### Saison 2012-2013
Beaubois participe surtout aux fins des rencontres dont le résultat est déjà acquis. Par exemple, lors de la fin d'une rencontre dont la victoire est déjà acquise aux Spurs de San Antonio, il marque 19 points.

### Saison 2013-2014
Le 25 février 2014, il est mis à l'essai aux Celtics de Boston. Il n'est cependant pas retenu par cette franchise, celle-ci préférant offrir un contrat de dix jours à Chris Babb.
À partir du 17 mars, il s'entraîne avec son ancien club à Cholet.
Une semaine plus tard, il effectue des essais en France au Paris-Levallois Basket. Mais, il signe finalement, le 26 mars, en Belgique, au Spirou Charleroi jusqu'à la fin de la saison pour remplacer Devin Green.
Le 16 mai, il fait partie de la liste des vingt-quatre joueurs pré-sélectionnés pour la participation à la Coupe du monde 2014 en Espagne.

### Saison 2014-2015
En juin 2014, il signe un contrat avec Le Mans Sarthe Basket pour la saison 2014-2015. Il effectue toutefois un passage en ligue d'été NBA avec les Lakers de Los Angeles mais n'est pas retenu,.

### Saison 2015-2016
Le 7 juillet 2015, il signe à Strasbourg. Avec la formation alsacienne, il réalise une saison pleine en atteignant la finale des playoffs du championnat et de l'Eurocoupe sans parvenir toutefois à décrocher un titre.

### Saison 2016-2017
Après avoir été un temps pressenti pour un retour en NBA aux Mavericks de Dallas, Rodrigue Beaubois signe 2 saisons en Espagne au Saski Baskonia « Laboral Kutxa » en Liga Endesa. Le 5 janvier 2017, il bat son record de points en carriere en Euroligue avec 29 points à 12/16 aux tirs dont 5/8 à 3 points en moins de 20 minutes de jeu lors de la victoire 102-70 du Saski Baskonia contre l'UNICS Kazan.
Il fait partie des 18 joueurs pré-sélectionnés pour le championnat d'Europe qui se déroule du 29 août au 17 septembre 2017. Le 20 juillet 2017, la Fédération française annonce que Beaubois est forfait pour le championnat d'Europe blessé au genou,.

### Saison 2017-2018
La dernière année de Rodrigue Beaubois au Saski Baskonia est moins active que l'année précédente malgré une bonne saison en Euroligue. Au mois de février il signe son meilleur match de sa saison en marquant 25 points face a l'Étoile rouge de Belgrade puis atteint la finale de la Liga ACB.

### Saison 2018-2019
Le 21 juin 2018, il rejoint l'Anadolu Efes Istanbul pour 2 ans. Lors de cette saison, l'Anadolu Efes atteint la finale Euroligue avant d'être battu par le CSKA Moscou.

### Saison 2020-2021
En juillet 2020, Beaubois signe un nouveau contrat de deux saisons avec l'Anadolu Efes Istanbul. Beaubois et l'Anadolu Efes remportent le championnat de Turquie et l'Euroligue. En Euroligue, Beaubois tire à 49,3 % à trois points. En juillet 2021, il prolonge son contrat avec le club stambouliote en rajoutant la saison 2022-2023 au contrat.

## Statistiques en carrière
Championnat
| Saison    | Équipe                | Matches | 5 Majeur | Minutes | % Tirs | % 3-pts | % L-F  | Rbds off. | Rbds déf. | Rbds | Passes déc | Int. | Crt. | B.p. | Fautes | Pts  |
| --------- | --------------------- | ------- | -------- | ------- | ------ | ------- | ------ | --------- | --------- | ---- | ---------- | ---- | ---- | ---- | ------ | ---- |
| 2006-2007 | Cholet                | 4       | 0        | 4       | 0,0 %  | 0,0 %   | 0,0 %  | 0,0       | 0,5       | 0,5  | 0,3        | 0,3  | 0,0  | 0,3  | 0,8    | 0,0  |
| 2007-2008 | Cholet                | 19      | 2        | 15      | 48,1 % | 47,4 %  | 83,3 % | 0,5       | 1,3       | 1,8  | 1,5        | 0,8  | 0,2  | 1,2  | 2,3    | 6,4  |
| 2008-2009 | Cholet                | 29      | 12       | 22      | 47,3 % | 31,7 %  | 58,3 % | 0,4       | 2,1       | 2,5  | 2,3        | 1,1  | 0,2  | 1,9  | 2,9    | 9,6  |
| 2009-2010 | Dallas                | 56      | 16       | 12,5    | 51,8 % | 40,9 %  | 80,8 % | 0,2       | 1,2       | 1,4  | 1,3        | 0,5  | 0,2  | 1,0  | 1,5    | 7,1  |
| 2010-2011 | Dallas                | 28      | 26       | 17,7    | 42,2 % | 30,1 %  | 76,7 % | 0,3       | 1,6       | 1,9  | 2,3        | 0,3  | 0,3  | 1,7  | 2,7    | 8,4  |
| 2011-2012 | Dallas                | 53      | 12       | 21,7    | 42,2 % | 28,8 %  | 84,1 % | 0,4       | 2,5       | 2,8  | 2,9        | 1,1  | 0,5  | 1,3  | 1,8    | 8,9  |
| 2012-2013 | Dallas                | 45      | 0        | 12,2    | 36,9 % | 29,2 %  | 78,9 % | 0,2       | 1,1       | 1,3  | 1,9        | 0,4  | 0,1  | 0,7  | 1,2    | 4,0  |
| 2014      | Charleroi             | 9       | 9        | 25,4    | 36,3 % | 30,6 %  | 80,0 % | 0,9       | 2,9       | 3,8  | 2,4        | 0,6  | 0,1  | 2,7  | 3,2    | 9,4  |
| 2014-2015 | Le Mans               | 28      | 24       | 27      | 48,2 % | 34,9 %  | 90,3 % | 0,5       | 2,4       | 2,9  | 2,9        | 1,3  | 0,1  | 1,5  | 2,6    | 14,7 |
| 2015-2016 | Strasbourg            | 34      | 34       | 25      | 57,4 % | 52,0 %  | 88,7 % | 0,3       | 1,5       | 1,8  | 2,1        | 0,7  | 0,1  | 1,5  | 2,2    | 16,2 |
| 2016-2017 | Saski Baskonia        | 33      | 20       | 22      | 47,3 % | 29,5 %  | 78,9 % | 0,4       | 1,3,      | 1,7  | 2,0        | 0,4  | 0,2  | 1,7  | 2,6    | 12,2 |
| 2017-2018 | Saski Baskonia        | 40      | 22       | 21      | 49,8 % | 42,0 %  | 83,0 % | 0,4       | 2,5       | 2,9  | 2,4        | 0,6  | 0,3  | 1,6  | 2,2    | 11,5 |
| 2018-2019 | Anadolu Efes Istanbul |         |          |         |        |         |        |           |           |      |            |      |      |      |        |      |

Eurochallenge
| Saison    | Équipe  | Matches | 5 Majeur | Minutes | % Tirs | % 3-pts | % L-F  | Rbds off | Rbds déf | Rbds | Passes déc | Int | Crt | B.p. | Fautes | Pts  |
| --------- | ------- | ------- | -------- | ------- | ------ | ------- | ------ | -------- | -------- | ---- | ---------- | --- | --- | ---- | ------ | ---- |
| 2014-2015 | Le Mans | 14      | 14       | 27,1    | 49,3 % | 27,4 %  | 88,2 % | 0,4      | 2,6      | 3,0  | 3,1        | 1,4 | 0,4 | 1,4  | 1,4    | 12,7 |

Euroligue
| Saison    | Équipe                | Matches | 5 Majeur | Minutes | % Tirs | % 3-pts | % L-F   | Rbds off | Rbds déf | Rbds | Passes déc | Int | Crt | B.p. | Fautes | Pts  |
| --------- | --------------------- | ------- | -------- | ------- | ------ | ------- | ------- | -------- | -------- | ---- | ---------- | --- | --- | ---- | ------ | ---- |
| 2015-2016 | Strasbourg            | 10      | 10       | 23,4    | 40,7 % | 37,0 %  | 100,0 % | 0,4      | 1,3      | 1,7  | 2,3        | 1,1 | 0,4 | 1,7  | 2,5    | 11,8 |
| 2016-2017 | Saski Baskonia        | 27      | 11       | 20,2    | 45,2 % | 36,7 %  | 90,2 %  | 0,2      | 1,6      | 1,8  | 1,5        | 0,5 | 1,5 | 1,6  | 2,1    | 11,6 |
| 2017-2018 | Saski Baskonia        | 32      | 16       | 21,1    | 49,5 % | 39,6 %  | 88,4 %  | 0,4      | 1,9      | 2,4  | 1,8        | 0,7 | 0,4 | 1,2  | 2,6    | 12,4 |
| 2018-2019 | Anadolu Efes Istanbul | 28      |          | 21,5    | 48,8 % | 41,2 %  | 93,9 %  | 0,2      | 1,1      | 1,3  | 2,6        | 0,4 | 0,4 | 1,3  | 1,5    | 10,6 |

Eurocoupe
| Saison    | Équipe     | Matches | 5 Majeur | Minutes | % Tirs | % 3-pts | % L-F  | Rbds off | Rbds déf | Rbds | Passes déc | Int | Crt | B.p. | Fautes | Pts |
| --------- | ---------- | ------- | -------- | ------- | ------ | ------- | ------ | -------- | -------- | ---- | ---------- | --- | --- | ---- | ------ | --- |
| 2015-2016 | Strasbourg | 14      | 14       | 26,3    | 39,4 % | 37,8 %  | 90,5 % | 0,5      | 1,6      | 2,1  | 2,2        | 1,1 | 0,3 | 2,0  | 2,2    | 9,1 |

## Clubs successifs
- 2005-2009 :  Cholet Basket (Pro A)
- 2009-2013 :  Mavericks de Dallas (NBA)
- Mars 2014 - juin 2014 :  Spirou Charleroi (Ligue Ethias)
- 2014-2015 :  Le Mans SB (Pro A)
- 2015-2016 :  Strasbourg IG (Pro A)
- 2016-2018 :  Saski Baskonia (Liga ACB)
- Depuis 2018 :  Anadolu Efes (TBL)

## Palmarès

### En club
- Champion NBA en 2011 avec les Mavericks de Dallas[33].
- Champion de Turquie : 2019, 2021
- Finaliste de l'Euroligue 2018-2019
- Champion de la Division Sud-Ouest en 2010 avec les Mavericks de Dallas.
- Finaliste de l'Eurochallenge en avril 2009 avec Cholet Basket face à la Virtus Bologne.
- Vainqueur de la Semaine des As en 2008.
- Finaliste de la Coupe de France de basket-ball en 2008.
- Finaliste de la Liga ACB en 2018
- Vainqueur de l'Euroligue 2020-2021 et 2021-2022
- Vainqueur de la coupe de Turquie en 2022

### Distinctions personnelles
- Meilleure progression de Pro A en 2008-2009[2].
- MVP du mois d'octobre[34] de la saison régulière 2016 de Pro A avec Strasbourg.
- Nommé dans le meilleur cinq majeur de la Pro A en 2015-2016
- MVP des finales du championnat de Turquie 2021[35]